# Anthosactis janmayeni
Anthosactis janmayeni is een zeeanemonensoort uit de familie Actinostolidae.
Anthosactis janmayeni is voor het eerst wetenschappelijk beschreven door Danielssen in 1890.